# Wang Shangyuan
Wang Shangyuan (Zhengzhou, 2 juni 1993) is een Chinese voetballer. Hij is een middenvelder en staat onder contract bij Guangzhou Evergrande FC.

## Carrière
Wang Shangyuan doorliep de jeugd van Jingtie Locomotive FC en stapte in 2009 over naar derdeklasser Beijing Yicheng BTV Sangao. Bij die club speelde de aanvallende middenvelder eerst nog enkele jaren in de jeugdcategorieën alvorens in 2012 de overstap te maken naar het eerste elftal. In april 2013 mocht de Chinese jeugdinternational enkele dagen met Manchester City FC meetrainen, maar een transfer versierde hij niet. Toen hij later bij Club Brugge mocht testen, kreeg hij wel een contractaanbieding. Op 13 juli 2013 tekende hij bij blauw-zwart een contract voor drie seizoenen.
Op 26 juli 2013 maakte hij zijn officieel debuut voor Club Brugge. Tijdens de openingswedstrijd tegen Sporting Charleroi mocht hij in de basis starten. Na iets meer dan een uur maakte hij met een afstandsschot de openingstreffer.

## Clubstatistieken
| Seizoen | Club                 | Land            | Competitie         | Competitie | Competitie | Beker | Beker | Internationaal | Internationaal | Totaal | Totaal |
| Seizoen | Club                 | Land            | Competitie         | Wed.       | Dlp.       | Wed.  | Dlp.  | Wed.           | Dlp.           | Wed.   | Dlp.   |
| ------- | -------------------- | --------------- | ------------------ | ---------- | ---------- | ----- | ----- | -------------- | -------------- | ------ | ------ |
| 2012    | Beijing Sangao       | Vlag van China  | China League Two   | 21         | 10         | 0     | 0     | —              | —              | 21     | 10     |
| 2013/14 | Club Brugge          | Vlag van België | Jupiler Pro League | 7          | 1          | 0     | 0     | 2              | 0              | 9      | 1      |
| 2014/15 | Club Brugge          | Vlag van België | Jupiler Pro League | 0          | 0          | 0     | 0     | 0              | 0              | 0      | 0      |
| 2015    | Guangzhou Evergrande | Vlag van China  | China Super League | 19         | 1          | 1     | 0     | 0              | 0              | 20     | 1      |
| 2016    | Guangzhou Evergrande | Vlag van China  | China Super League | 22         | 0          | 5     | 0     | 3              | 0              | 30     | 0      |
| 2017    | Guangzhou Evergrande | Vlag van China  | China Super League | 17         | 0          | 6     | 0     | 5              | 2              | 28     | 2      |
| 2018    | Guangzhou Evergrande | Vlag van China  | China Super League | 1          | 0          | 2     | 0     | 3              | 0              | 6      | 0      |
| 2018    | → Henan Jianye       | Vlag van China  | China Super League | 17         | 0          | 0     | 0     | —              | —              | 17     | 0      |
| 2019    | Henan Jianye         | Vlag van China  | China Super League | 25         | 1          | 0     | 0     | —              | —              | 25     | 1      |
| Totaal  | Totaal               | Totaal          | Totaal             | 129        | 13         | 14    | 0     | 13             | 2              | 156    | 15     |

## Erelijst
| Chinees landskampioen | 3x | 2015, 2016, 2017 |
| CFA Cup               | 1x | 2016             |
| CFA Supercup          | 1x | 2017             |